# Czapina
Czapina – kanał wodny w Dolinie Dolnej Odry, w woj. zachodniopomorskim, w granicach Szczecina, łączący jezioro Dąbie z Babiną, o długości 1,2 km.
Wschodni brzeg Czapiny stanowi Kacza Wyspa a zachodni Dębina, następnie kanał łączy się z Babiną.
Przez Czapinę uchodzi znaczna część wód z jeziora Dąbia, do którego uchodzą wody Regalicy.
Czapina stanowi część śródlądowej drogi wodnej klasy Vb.
Nazwę Czapina wprowadzono urzędowo w 1949 roku, zastępując poprzednią niemiecką nazwę Zappin Strom. Żeglarze natomiast używają zwykle nieoficjalnej, ale bardzo popularnej nazwy Umbriaga albo kanał Umbriagi, nadanej na cześć znanego w Szczecinie kota-żeglarza.